# Viljem I. Oranski
Viljem I. Oranski, imenovan Molčeči (nizozemsko:  Willem van Oranje, Willem de Zwijger), grof Nassavsko-Dillenburški, knez Oranski, * 24. april 1533, Dillenburg, † 10. julij 1584, Delft. 
Kot najbogatejši plemič in prevladujoča osebnost v Bruslju in Brabantu je prvotno upravljal družbene, vojaške in diplomatske dejavnosti, kakor je od njega pričakoval kralj. Ko pa je ta začel z nasilnimi metodami vpeljevati na Nizozemsko centralizem, se je Viljem najprej postavil v bran ohranitvi plemiških privilegijev in samostojnosti dežele, potem pa je, zaradi nepopustljivosti in krutosti španske oblasti, prevzel vodenje upora in borbe za osamosvojitev izpod španske nadoblasti. Narod ga je poimenoval "oče domovine".

## Najbogatejši plemič na Nizozemskem
Viljem je bil najstarejši sin Viljema Bogatega, grofa Nassauskega in Julijane Stolberg-Werningerode. Prvih 11 let je preživel v luteranskem okolju na gradu v Dillenburgu v nemški grofiji Nassau. Leta 1544 je po bratrancu Renéju de Châlon, ki je umrl brez naslednika, podedoval njegovo veliko imetje na Nizozemskem in naslov knez Oranski pod pogojem, da ga starši prepustijo katoliški vzgoji cesarja Karla V. Odtlej so ga vzgajali na družinski posesti v Bredi in kasneje na dvoru cesarjeve sestre Marije Avstrijske v Bruslju, kjer je pridobil znanje jezikov in vojaško in diplomatsko vzgojo. Leta 1551 se je poročil z Anne van Egmond, ki je po očetu podedovala mnoge posesti na Nizozemskem. Hitro je napredoval v vojski in pri 22 letih postal poveljnik ene od cesarskih armad. Razvil se je v šarmantnega, karizmatičnega sogovornika, ki nikdar ni v celoti razkril svojih misli in se ga je zato oprijel vzdevek Molčeči.

## Sodelovanje s kraljem
Novi španski kralj Filip II. ga je ob svoji inavguraciji na Nizozemskem leta 1555 imenoval v državni svet (raad van state) in avgusta 1559 za stadhouderja (kraljevega namestnika) v provincah Holandija, Zelandija in Utrecht in februarja 1561 za guvernerja v Svobodni grofiji Burgundiji. Leta 1559 je Viljem sodeloval pri mirovnih pogajanjih v Cateau-Cambrésis, ko je dobil nazaj tudi (dotlej od Francozov okupirano) kneževino Orange v Provansi. 
Leta 1561 je Viljem skupaj z drugimi plemiči začel odkrito protestirati proti vse večjemu izključevanju plemstva iz upravljanja Nizozemske in proti preganjanju protestantske vere, ki je prodirala v deželo. Versko se sicer ni želel opredeljevati, a ko se je, vdovec od leta 1558, poročil z Ano Saško, hčerko vodilnega luteranskega kneza v Nemčiji, je postal kralju močno sumljiv, javnost pa je začela gledati v njem predstavnika politike verskega kompromisa in tolerance. 
Viljem ni želel prekiniti s kraljem, priznaval je njegove suverene pravice. Po drugi strani je bil naklonjen protestantom, s katerimi je bil povezan preko bratov in sorodnikov v Nemčiji. Želel je, da se ohranijo privilegiji plemstva in dotedanja samostojnost upravljanja Nizozemske ter dosežena stopnja osebne in verske svobode. Vendar so šle razmere drugo pot in se vse bolj zaostrovale. Kralj je zavračal prošnje in predloge plemstva za prenehanje nasilja in inkvizicije. Leta 1566 so se, ob gospodarski krizi, po vsej deželi razširili ikonoklastični napadi na cerkvene objekte, nemiri in oboroženi spopadi. Viljem se je tedaj skupaj z visokimi plemiči čutil dolžnega sodelovati z oblastjo pri vzpostavitvi miru. A nemiri so kralja utrdili v prepričanju, da je hitra ureditev razmer nujna. Koncem leta 1566 je poslal na Nizozemsko vojvodo Albo (Fernando Álvarez de Toledo) z vojsko 10.000 najemnikov.
Prostora za mirno reševanje spora odtlej ni bilo več. Začeli so se pregoni, zapiranja, usmrtitve, zaplembe premoženja. Kralj je od plemičev zahteval novo prisego zvestobe, čemur se je Viljem izognil tako, da se je aprila 1567 umaknil k matični družini v Dillenburg. Na Nizozemskem mu je oblast zaplenila vse premoženje, njegovega trinajstletnega sina Filipa Viljema, ki je študiral na leuvenski univerzi, pa je odpeljala v Španijo, kjer so ga je vzgojili v katoliškem duhu. Viljem ga ni nikdar več videl.

## Vodja upora
Viljem se je v Nemčiji obdal z drugimi nizozemskimi plemiči v izgnanstvu ter se povezal z nemškimi protestantskimi knezi in francoskimi hugenoti. Sprožil je obsežno propagando, v kateri je poudarjal krutost španskih oblastnikov. Postal je središče upanja tistih Nizozemcev, ki so se doma še naprej upirali habsburški oblasti. Tedaj je nastala junaška balada Wilhelmina, najbolj znana izmed vojaških pesmi borcev za osamosvojitev (imenovanih geze), ki je kneza slavila kot očeta domovine in se po letu 1572 v nemški, francoski in židovski verziji širila po Porenju in Valoniji. V 17. in 18. stoletju je postala pesem pristašev Oranskih.
Prvi poskusi Oranskih leta 1568, da bi se z vojsko vrnili na Nizozemsko, so propadli, ker je Viljemu zmanjkalo denarja za najemniško vojsko. V bojih je padel Viljemov brat Adolf in mnogo prijateljev. Ponovno so pripravljali napad leta 1572 ob pomoči francoskih hugenotov. Vojvoda Alba je z glavnino svoje vojske pričakoval napad na jugu, ko so 1. aprila 1572 na severu z morja geze zavzeli Brill ob ustju reke Ems. Ob podpori prebivalstva so zelo hitro dobili nadzor nad večino severne Nizozemske. Na Viljemovo pobudo so julija v Dordrechtu sklicali skupščino province Holandija (prvič sami brez kralja), na kateri so med drugim imenovali Viljema za stadhouderja v provincah Holandija, Zelandija in Urecht in (do nadaljnje natančnejše obravnave) izenačili verske pravice protestantov in katoličanov.
Medtem so na jugu Oranski ob pomoči hugenotov zavzel Mons. Ta uspeh pa je bil kratkotrajen. V Franciji je prišlo do pokola hugenotov (začel se je v Parizu 24. avgusta 1572 in se v naslednjih tednih razširil po vsej Franciji) in njihovo sodelovanje na Nizozemskem se je končalo. Vojvoda Alba je v septembru ponovno zavzel Mons in z juga začel z veliko krutosti in maščevalnosti spet osvajati Nizozemsko. Vijem se je v oktobru pridružil upornikom na severu in prevzel vodenje obrambe. Uporniki so s herojskim bojem uspeli Špance ustaviti šele v avgustu 1574 pred Leidnom, ki so ga branitelji obranili tako, da so s predrtjem nasipov poplavili okoliško pokrajino. Ob poskusu pomoči leidenskim branilcem sta v bitki pri Mooku padla še dva Viljemova brata (Ludvik in Henrik Nassauski).
Med bojevanjem proti Španiji sta provinci Holandija in Zelandija začeli delovati po vzoru države, s skupščino in vlado, ki je pod vodstvom Viljema organizirala denar za vojsko in vodila vojaške operacije. Gonilna sila odpora so bili radikalni kalvinisti, ki niso trpeli verskih kompromisov, kar je bilo proti Viljemovim načelom, a jim je moral popustiti, če je hotel nadaljevati boj. Od leta 1573 je bilo katoliško bogoslužje v Holandiji in Zelandiji prepovedano (dovoljena pa je bila katoliška osebna veroizpoved). Tudi Viljem se je prilagodil in prestopil v protestantizem. Leta 1575 se je poročil z Charlotte de Bourbon-Montpensier, ki jo je mati skrivaj vzgojila v protestantizmu, oče pa jo je dal zapreti v katoliški samostan, od koder je ušla in se pridružila nizozemski reformirani cerkvi.

## Prizadevanja za enotno Nizozemsko
Jeseni 1575 je Španiji začasno spet zmanjkalo denarja za vojsko. Ropanje neplačanih španskih najemnikov po južnih provincah je vzpodbudilo najmočnejšo med njimi, Brabant, da je prevzela pobudo in južne province združila v nameri, da se v boju proti španski oblasti pridružijo Holandiji, Zelandiji in Viljemu Oranskem, in da se skupaj ponovno pogovorijo o vprašanjih vere (na jugu je bilo dovoljeno le katoliško, na severu pa protestantsko bogoslužje). Namera (izražena v t. i. Gentski pacifikaciji), ki je še enkrat ponudila možnost za združitev severne in južne Nizozemske pod enotno oblastjo, je vzpodbudila burne in dolgotrajne razprave, v katerih se je javnost delila v radikalne kalviniste, ognjevite katoličane in vmesno, največjo skupino (ki ji je pripadal tudi Viljem Oranski), ki je zagovarjala toleranco in možnost bogoslužja za obe veroizpovedi. Ponovna bližina španske nevarnosti je končno pripeljala do dogovora in septembra 1577 se je v Bruslju sestala nova skupščina (states-generaal), v kateri so sedeli predstavniki južnih in severnih provinc. Povabili so Viljema Oranskega, glavnega organizatorja dogajanja, da pride v Bruselj, kjer so ga slavnostno sprejeli. Skupščina je oblikovala vlado, katere (formalno) vodenje je ponudila mlademu avstrijskemu nadvojvodi Matiji (nečak Filipa II.), ki je povabilo sprejel in postavil za glavnega poveljnika vojske Viljema Oranskega.
Nekaj časa se je zdelo, da je Viljem uspel v prizadevanju, da ohrani Nizozemsko enotno, versko tolerantno in enako prijazno protestantom kot katoličanom. Vendar so bila nasprotja v družbi prehuda. Kmalu se je pokazalo, da sever nikdar več ne bo pripravljen sprejeti enakopravnosti katoliške vere. V južnih mestih so zlasti radikalni kalvinisti začenjali vedno nove boje s katoličani. Vojaško so postali spet aktivni Španci, ki so pod vodstvom novega kraljevega namestnika Alessandra Farneseja začeli prodirati od juga. V južnih provincah je prevladalo stališče katoliškega plemstva, ki ni tvegalo ponovnega spopada s Španci. Potrdilo je lojalnost španskemu kralju in priznalo katoliško vero kot edino dovoljeno. Severne province, že od prej delno  povezane v državno tvorbo, so januarja 1579 proglasile utrechtsko zvezo. Viljem je še kar naprej iskal nove možnosti za ohranitev enotnosti Nizozemske. Ko pa so se boju proti Špancem odpovedale tudi dotlej bojevite valonske province, mu ni preostalo drugega, kot da je v maju 1579 utrechtsko zvezo potrdil tudi sam. 
V juniju 1580 ga je Filip II. obtožil izdaje, izobčil in razpisal nagrado na njegovo glavo. Viljem je obtožbe zavrnil v Apologiji, polni vzvišenih besed kot so toleranca, svoboda in privilegiji dežele. Razložil je, da ni kriv za izgon in preganjanje katolikov v Holandiji in Zelandiji. Da se je skupaj s holandskimi oblastmi zavzemal za versko toleranco in bogoslužje v obeh veroizpovedih, da pa so »nasilje, atentati in izdaje« njihovih sovražnikov ustvarili takšno vzdušje, da se prepovedi katoliškega bogoslužja ni bilo mogoče več izogniti. 
Vendar se Viljem tudi sedaj še ni mogel sprijazniti z delitvijo Nizozemske in je iskal pomoč pri vojvodi Anžujskem, mlajšemu bratu francoskega kralja Henrika III. Julija 1581 je prepričal glavno skupščino, da se je z aktom odpovedi odrekla Filipu II. kot svojemu suverenu in na njegovo mesto imenovala vojvodo Anžujskega (Hercul-a François-a). Vendar je ta poteza sever in jug le še bolj razklala, ker severne province tega pokroviteljstva niso bile pripravljene sprejeti. 
V marcu 1582 je Viljem v Antwerpnu preživel prvi poskus atentata in kmalu za tem tudi ovdovel. Leta 1583 je svojo privrženost Francozom podkrepil s poroko z Louise de Coligny, hčerjo v šentjernejski noči umorjenega voditelja hugenotov. V juniju istega leta je vojvoda Anžujski, ob vse večjem španskem pritisku, zgubil živce, izzval incident z domačim prebivalstvom, izgubil svoje francoske čete in v juniju 1583 zapustil Nizozemsko. Španci so prodirali naprej in v juliju 1583 je Viljem zapustil Brabant. Vrnil se je na svoj stari položaj v Delft, vendar tam ni imel več toliko vpliva kot pred odhodom, kajti Holandija in Zelandija sta si med tem naučili vladati brez njega.
Del holandske javnosti si je prizadeval, da bi mu podelili dedni naslov grofa Holandije in Zelandije (drugi del javnosti pa je temu nasprotoval), ko ga je julija 1584 pred njegovo rezidenco v Delftu umoril katoliški fanatik. Pokopan je v Novi cerkvi (Nieuwe Kerk) v Delftu.

## Družina
Viljem Oranski je bil poročen štirikrat:
- Prvič se je poročil leta 1551 z Ano Egmontsko (1533 - 1558); kot edina dedinja grofa Maksimilijana Egmontskega je bila tudi grofica v grofijah Buren, Lingen in Leerdam ter gospa na mnogih posestvih. Z njo je imel 3 otroke:

1. Maria (1553 - 1555)
2. Filip Viljem (1554 - 1618), knez Oranski ∞ Éléonore de Bourbon-Condé; bila sta brez otrok
3. Marija (1556 - 1616) ∞ grof Filip Hohenlohe-Neuensteinski

- Drugič se je poročil leta 1561 z Ano Saško (1544 - 1577), katere oče je bil volilni knez Mavricij Saški; leta 1571 se je od nje ločil. Imela sta 5 otrok:

1. Ana (1562) umrla po nekaj dneh
2. Ana (1563 - 1588) ∞ grof Viljem Ludvik Nassau-Dillenburški, stadhouder v Friziji in Groningenu
3. Mavricij (1564 - 1566)
4. Mavricij (1567 - 1625), grof Nassauski, knez Oranski (od 1618), stadhouder v petih provincah
5. Emilija (1569 - 1629) ∞ Emanuel I. Portugalski

- Tretjič se je poročil leta 1575 z Charlotte de Bourbon-Montpensier (1546 - 1582), nekdanjo opatinjo, ki je prestopila v nizozemsko reformirano cerkev; rodila mu je 6 hčera:

1. Ludvika Julijana (1576 - 1644) ∞ volilni knez Friderik IV. Pfalški; njun sin je bil Friderik V. Pfalški, nesojeni češki kralj
2. Elizabeta (1577 -1642) ∞ Henrik de La Tour d'Auvergne, vojvoda de Bouillon
3. Katarina Belgica (1578 - 1648) ∞ grof Filip Ludvik II. Hanau-Münzenberški
4. Šarlota Flandrina (1579 - 1640), postala je katoličanka in stopila v samostan
5. Šarlota Brabantina (1580 - 1631) ∞ Claude de la Trémouille, vojvoda de Thouars
6. Emilija Sekunda Antwerpijana (1581 - 1657) ∞ Friderik Kasimir, grof Pfalz-Zweibrücken-Landsberški

- Četrtič se je poročil leta 1583 z Louise de Coligny (1555 - 1620), hčerko v šentjernejski noči ubitega voditelja hugenotov Gasparda de Colignyja. Z njo je imel sina:

1. Friderik Henrik (1584 - 1647), knez Oranski (od 1625), stadhouder v šestih provincah ∞ Amalia of Solms-Braunfels

- Iz zveze z Evo Elincx se je rodil

1. Justinus Nassauski (1559 - 1631), vojaški poveljnik v Bredi ∞ Anna van Mérode